# Canal Punta Indio
Canal Punta Indio är en farled i Argentina. Den ligger i den östra delen av landet, 200 km öster om huvudstaden Buenos Aires.